# Endrick
Endrick Felipe Moreira de Sousa (Taguatinga, Distrito Federal, Brasil, 21 de julio de 2006) es un futbolista brasileño que juega de delantero en el Real Madrid C. F. de la Primera División de España.

## Primeros años
Nacido en Taguatinga, Distrito Federal, empezó a jugar al fútbol a los cuatro años. Su padre, Douglas Sousa, publicó los goles de su hijo en YouTube y buscó interesados entre los grandes clubes brasileños. Prometió convertirse en futbolista profesional para ayudar a su familia, después de que su padre no pudiera alimentarlo. Su padre estaba en el paro antes de recibir un trabajo como limpiador en el Palmeiras.

## Trayectoria

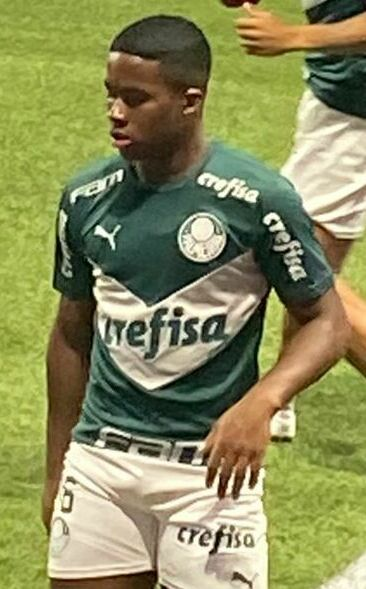
Endrick jugando para Palmeiras el campeonato paulista

### Inicios
Tras estar a punto de fichar por el São Paulo F. C., se incorporó al equipo juvenil del S. E. Palmeiras a los 1 años. En cinco años marcó 165 goles en 169 partidos con las categorías inferiores del Palmeiras. Participó en la Copa São Paulo de Futebol Júnior de 2022, en la que marcó siete goles en siete partidos y fue elegido Jugador del Torneo por los aficionados tras conducir al Palmeiras al título. Tras el torneo, llamó la atención de los medios de comunicación internacionales y de los principales clubes europeos, por el cual, el Real Madrid, le fichó el 15 de diciembre del 2022 por 45 millones de euros (25 millones en variables), y comenzó a ser parte del club cuando cumplió la mayoría de edad  en la temporada 2024-25. Endrick debutó como profesional el 6 de octubre, en la victoria del Palmeiras por 4-0 sobre el Coritiba en el Allianz Parque por el Campeonato Brasileño. Con dieciséis años, dos meses y quince días, se convirtió en el jugador más joven en jugar profesionalmente con el Palmeiras. Sus dos primeros goles con el Alviverde llegaron el 25 de octubre, en la victoria por 3-1 sobre el Athletico Paranaense en el Arena da Baixada por el Campeonato Brasileño. Con esto, Endrick se convirtió en el jugador más joven en la historia del Palmeiras en marcar un gol como profesional. Su último partido con Palmeiras fue el 30 de mayo de 2024, en el empate 0 a 0 ante San Lorenzo por la fecha 6 de la Copa Libertadores 2024. En ese cruce, salió a 20 minutos del final dando ingreso a Rômulo y siendo ovacionado por toda la hinchada del Porco en el Allianz Parque. Cierra, entonces, su etapa con Palmeiras anotando 21 goles en 82 partidos y asistiendo en 4 ocasiones. Además conquistó cinco títulos: el Campeonato Brasileño de 2022 y 2023, la Supercopa de Brasil de 2023 y el Campeonato Paulista de 2023 y 2024.
El 27 de julio de 2024, Endrick fue presentado oficialmente por el Real Madrid, recibiendo la camiseta número dieciséis. Debutó en la pretemporada el 31 de julio, siendo titular, formando el ataque con Brahim Díaz y Arda Guler, jugando 45 minutos en un amistoso contra el Milan. El partido, disputado en el Soldier Field de Estados Unidos, terminó 1-0 a favor de los Rossoneri. El 25 de agosto de 2024, durante la victoria por 3-0 ante el Real Valladolid, marcó su primer gol en el campeonato y con la camiseta del Real Madrid, entra al final en lugar de Mbappé. El 17 de septiembre de ese mismo año, marcó su primer gol en la UEFA Champions League contra el Stuttgart, convirtiéndose al mismo tiempo en el jugador brasileño más joven en marcar un gol en la principal competición europea (18 años, 1 mes y 27 días). Endrick terminó su primera temporada en Europa con el Real Madrid con una lesión muscular. A pesar de tener pocas oportunidades como titular, Endrick ha contribuido ocho goles en 37 partidos. De esos ocho, marcó siete. En la Copa del Rey, Endrick jugó un papel clave en la campaña que llevó al Real Madrid a la final, anotando cinco goles en seis partidos.

## Selección nacional
El 18 de marzo de 2022, fue convocado para disputar el Torneo de Montaigu, en Francia, con la selección de Brasil sub-17.
El 18 de abril de 2022, la selección de Brasil sub-17 venció a Argentina en la final, ganando el torneo, algo que no ocurría desde 1984, siendo el máximo goleador con 5 goles en 4 partidos. Fue elegido mejor jugador del Torneo.
El 8 de diciembre de 2022, es convocado por el técnico Ramon Menezes para el Campeonato Sudamericano Sub-20 de 2023 a disputarse en Colombia,sin embargo fue descartado de la cita al no ser cedido por Palmeiras.
El 6 de noviembre de 2023, Endrick es convocado a la selección mayor brasileña para jugar las eliminatorias sudamericanas al Mundial 2026 contra Colombia y Argentina. Debutó el día 16 de noviembre, en el minuto 80 del duelo contra la selección de Colombia, con 17 años, siendo el cuarto jugador más joven en debutar con la selección absoluta de su país.
El 23 de marzo de 2024, Endrick se convierte en el cuarto jugador más joven en marcar con la selección absoluta de su país, y en el jugador más joven de la historia en marcar en el estadio de Wembley. El 26 de marzo, Endrick marca su segundo gol con Brasil contra España en el Santiago Bernabéu. El 8 de junio, tras anotar el gol a México se convirtió en el segundo futbolista más joven en meter tres goles en Brasil, solo por detrás de Pelé.

### Partidos con la selección absoluta
| 1.  | 16-11-2023 | Barranquilla      | Colombia       | (2:1)     | Brasil     | Eliminatorias Mundial de 2026 |
| 2.  | 21-11-2023 | Rio de Janeiro    | Brasil         | (0:1)     | Argentina  | Eliminatorias Mundial de 2026 |
| 3.  | 23-03-2024 | Londres           | Inglaterra     | (0:1)     | Brasil     | Amistoso                      |
| 4.  | 26-03-2024 | Madrid            | España         | (3:3)     | Brasil     | Amistoso                      |
| 5.  | 08-06-2024 | Texas             | México         | (2:3)     | Brasil     | Amistoso                      |
| 6.  | 26-03-2024 | Orlando           | Estados Unidos | (1:1)     | Brasil     | Amistoso                      |
| 7.  | 24-06-2024 | Inglewood         | Brasil         | (0:0)     | Costa Rica | Copa América 2024             |
| 8.  | 28-06-2024 | Paradise          | Paraguay       | (1:4)     | Brasil     | Copa América 2024             |
| 9.  | 02-07-2024 | Santa Clara       | Brasil         | (1:1)     | Colombia   | Copa América 2024             |
| 10. | 06-07-2024 | Paradise          | Uruguay        | 0 (4:2) 0 | Brasil     | Copa América 2024             |
| 11. | 10-09-2024 | Asunción          | Paraguay       | (1:0)     | Brasil     | Eliminatorias Mundial de 2026 |
| 12. | 11-10-2024 | Santiago de Chile | Chile          | (1:2)     | Brasil     | Eliminatorias Mundial de 2026 |
| 13. | 16-10-2024 | Brasília          | Brasil         | (4:0)     | Perú       | Eliminatorias Mundial de 2026 |

### Participaciones en Copas América
| Torneo            | Sede           | Resultado        | Partidos | Goles | Asist. |
| ----------------- | -------------- | ---------------- | -------- | ----- | ------ |
| Copa América 2024 | Estados Unidos | Cuartos de final | 4        | 0     | 0      |

### Participaciones en Eliminatorias a Copas del Mundo
| Torneo                        | Sede            | Resultado    | Partidos | Goles | Asist. |
| ----------------------------- | --------------- | ------------ | -------- | ----- | ------ |
| Eliminatorias Mundial de 2026 | América del Sur | Por disputar | 5        | 0     | 0      |

### Goles internacionales
| # | Fecha               | Lugar                                     | Rival      | Gol   | Resultado | Competición |
| - | ------------------- | ----------------------------------------- | ---------- | ----- | --------- | ----------- |
| 1 | 23 de marzo de 2024 | Estadio de Wembley, Londres, Inglaterra   | Inglaterra | 0 - 1 | 0 - 1     | Amistoso    |
| 2 | 26 de marzo de 2024 | Estadio Santiago Bernabéu, Madrid, España | España     | 2 - 2 | 3 - 3     | Amistoso    |
| 3 | 8 de junio de 2024  | Kyle Field, Texas, Estados Unidos         | México     | 2 - 3 | 2 - 3     | Amistoso    |

## Estilo de juego
Delantero zurdo con un buen disparo, ha suscitado comparaciones con los legendarios delanteros brasileños Ronaldo y Romário. Cuando se le pidió que describiera su estilo de juego, dijo: "Siempre lucharé. Seré persistente y lo intentaré hasta el último minuto que esté en el partido. Nunca me rindo, presiono a los defensas y corro más que nadie en el campo".

## Estadísticas

### Clubes
Actualizado al último partido disputado el 18 de mayo de 2025.
| Club                       | Div.          | Temporada     | Liga  | Liga  | Liga   | Estatal | Estatal | Estatal | Copas | Copas | Copas  | Internacional | Internacional | Internacional | Total | Total | Total  |
| Club                       | Div.          | Temporada     | Part. | Goles | Asist. | Part.   | Goles   | Asist.  | Part. | Goles | Asist. | Part.         | Goles         | Asist.        | Part. | Goles | Asist. |
| -------------------------- | ------------- | ------------- | ----- | ----- | ------ | ------- | ------- | ------- | ----- | ----- | ------ | ------------- | ------------- | ------------- | ----- | ----- | ------ |
| S. E. Palmeiras · Brasil   | 1.ª           | 2022          | 7     | 3     | 1      | 0       | 0       | 0       | 0     | 0     | 0      | 0             | 0             | 0             | 7     | 3     | 1      |
| S. E. Palmeiras · Brasil   | 1.ª           | 2023          | 31    | 11    | 0      | 13      | 2       | 1       | 4     | 0     | 0      | 5             | 1             | 0             | 53    | 14    | 1      |
| S. E. Palmeiras · Brasil   | 1.ª           | 2024          | 6     | 0     | 0      | 9       | 2       | 1       | 2     | 0     | 0      | 5             | 2             | 1             | 22    | 4     | 2      |
| S. E. Palmeiras · Brasil   | Total club    | Total club    | 44    | 14    | 1      | 22      | 4       | 2       | 6     | 0     | 0      | 10            | 3             | 1             | 82    | 21    | 4      |
| Real Madrid C. F. · España | 1.ª           | 2024-25       | 22    | 1     | 1      | —       | —       | —       | 6     | 5     | 0      | 9             | 1             | 0             | 37    | 7     | 1      |
| Real Madrid C. F. · España | Total club    | Total club    | 22    | 1     | 1      | 0       | 0       | 0       | 6     | 5     | 0      | 9             | 1             | 0             | 37    | 7     | 1      |
| Total carrera              | Total carrera | Total carrera | 66    | 15    | 2      | 22      | 4       | 2       | 12    | 5     | 0      | 19            | 4             | 1             | 119   | 28    | 5      |

### Selección de fútbol de Brasil
| Selección         | Temporada     | Continental | Continental | Mundial | Mundial | Amistosos | Amistosos | Total | Total |
| Selección         | Temporada     | Part.       | Goles       | Part.   | Goles   | Part.     | Goles     | Part. | Goles |
| ----------------- | ------------- | ----------- | ----------- | ------- | ------- | --------- | --------- | ----- | ----- |
| Absoluta · Brasil | 2023          | 0           | 0           | 2       | 0       | 0         | 0         | 2     | 0     |
| Absoluta · Brasil | 2024          | 4           | 0           | 3       | 0       | 4         | 3         | 11    | 3     |
| Absoluta · Brasil | Total sel.    | 4           | 0           | 5       | 0       | 4         | 3         | 13    | 3     |
| Total carrera     | Total carrera | 4           | 0           | 5       | 0       | 4         | 3         | 13    | 3     |
| 1. 2.             |               |             |             |         |         |           |           |       |       |

## Palmarés

### Títulos estaduales
| Título              | Club      | Sede      | Año  |
| ------------------- | --------- | --------- | ---- |
| Campeonato Paulista | Palmeiras | São Paulo | 2023 |
| Campeonato Paulista | Palmeiras | São Paulo | 2024 |

### Títulos nacionales
| Título               | Club      | País   | Año  |
| -------------------- | --------- | ------ | ---- |
| Campeonato Brasileño | Palmeiras | Brasil | 2022 |
| Supercopa de Brasil  | Palmeiras | Brasil | 2023 |
| Campeonato Brasileño | Palmeiras | Brasil | 2023 |

### Títulos internacionales
| Título                           | Club        | País    | Año  |
| -------------------------------- | ----------- | ------- | ---- |
| Supercopa de Europa              | Real Madrid | Polonia | 2024 |
| Copa Intercontinental de la FIFA | Real Madrid | Catar   | 2024 |

### Distinciones individuales
| Distinción                                                         | Año  |
| ------------------------------------------------------------------ | ---- |
| Bola de Plata del equipo ideal del Campeonato Brasileño de Serie A | 2023 |
| Bola de Plata del mejor gol del Campeonato Brasileño de Serie A    | 2023 |
| Bola de Plata de la revelación del Campeonato Brasileño de Serie A | 2023 |

## Vida personal
Tras anotar el gol de la victoria de Brasil sobre Inglaterra el 23 de marzo de 2024, Endrick reveló que idolatraba al fallecido delantero inglés Bobby Charlton. El delantero brasileño del Real Madrid, Rodrygo Goes, reveló el 8 de septiembre de 2024 que sus compañeros comenzaron a llamar a Endrick "Bobby" como broma después de que él revelara su admiración por Charlton.
En septiembre de 2024, Endrick se casó con su novia, Gabriely Miranda.
En noviembre de 2024, se hizo cristiano bautista y fue bautizado en la Iglesia Bautista de Lagoinha en Madrid. 